# Пайде
Па́йде (эст. Paide), ранее Ве́йсенштейн (нем. Weißenstein — Белый камень), также Ви́ттенштейн (н.-нем. Wittenstein — Белый камень) — город в центральной части Эстонии, административный центр муниципалитета Пайде и уезда Ярвамаа. Город известен замком, построенным Ливонским орденом. Само эстонское название города «Пайде» — производное от эст. pae — плитняк, известняк — материал, из которого был построен замок.

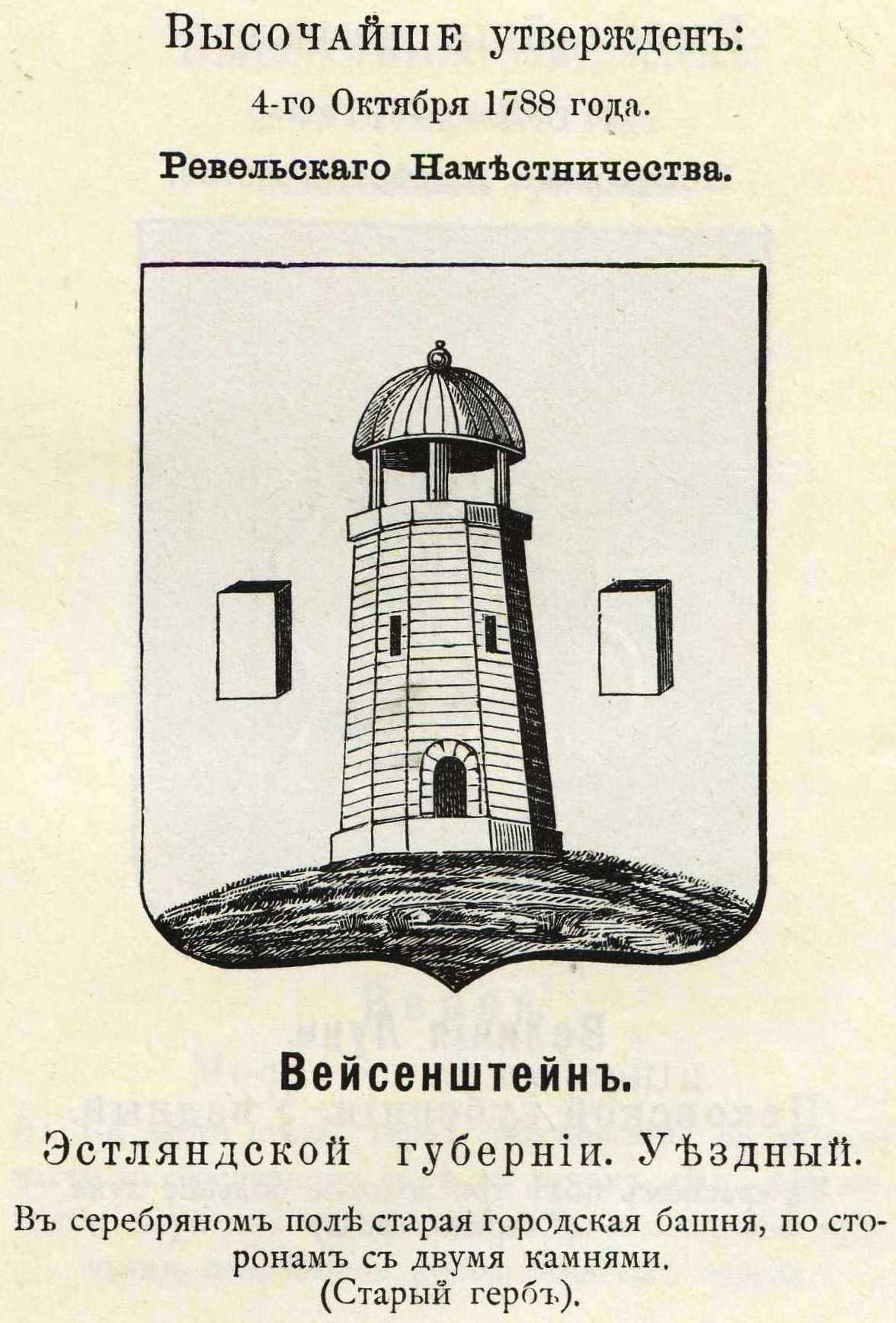
Гласный герб города, 1788

## Население
По данным переписи населения 2021 года, в Пайде проживали 7926 человек, из них 7312 (92,7 %) — эстонцы.
Численность населения города Пайде:
| Год  | 1783 | 1879   | 1922   | 1934   | 1941   | 1956   | 1959   | 1970   | 1979   | 1989    | 2000   | 2011   | 2021   |
| ---- | ---- | ------ | ------ | ------ | ------ | ------ | ------ | ------ | ------ | ------- | ------ | ------ | ------ |
| Чел. | 440  | ↗ 2507 | ↗ 2980 | ↗ 3284 | ↗ 4718 | ↗ 5300 | ↗ 5834 | ↗ 7911 | ↗ 9852 | ↗ 10649 | ↘ 9647 | ↘ 8228 | ↘ 7926 |

## История города
Во время взятия Вейсенштейна войском Ивана Грозного 1 января 1573 года атаку возглавил Малюта Скуратов и взошёл первый на стену города, но был убит.
В Пайде, на кладбище Реопалу, похоронен Август Вильгельм Хупель (1737—1819) — немецко-эстонский публицист и филолог.
С 1900 по 1972 год через Пайде проходила узкоколейная железная дорога Тюри — Пайде — Тамсалу. Напоминанием об этом в городе служат сохранившийся железнодорожный вокзал и название одной из улиц (эст. Raudtee — Железнодорожная).
В годы холодной войны в Пайде располагалась советская авиабаза Койги. В 1950—1991 годах Пайде был центром Пайдеского района.

## Замок Вейсенштейн
Согласно договору, заключенному в Стенби, Ливонский орден на землях Ярваского уезда не имел права строить замков и укреплений. Однако на близлежащий маленький уезд Алемпойси этот запрет не распространялся. Основанный в 1265 году магистром Конрадом фон Мандерном, замок Вейсенштейн впервые упоминается в «Ливонской хронике» Германа Вартберга. Здесь располагалась резиденция фогта Ливонского ордена. Замок был стратегически важным пунктом в центре эстонской части Ливонии. Находился в верхнем течении реки Пярну, контролируя пересечение сухопутных дорог. Расположенный на острове посреди болот на месте древнего городища эстов, замок вскорости стал столицей земель Ярвамаа. 30 сентября 1291 года Пайде получил права города. Замковая башня на городском гербе впервые появилась в 1441 году.
Старейшей частью замка является восьмигранная жилая башня-донжон, высотой в 30 м, построенная в 60-е годы XIII века. Донжон имел шесть этажей, из которых три нижних были перекрыты сводами. Второй этаж был приспособлен для жилья, три верхних служили для военных целей. В начале XIV века к башне было пристроено здание конвента с замкнутым двором. Ещё позднее были построены наружная оборонительная стена, западная надвратная башня и северо-восточная Пороховая башня. В XVI веке замок был окружён земляными укреплениями — бастионами и валами. С тех пор замковая гора стала называться Валлимяги (эст. Vallimägi — «валовая гора»), а восьмигранная башня — Валлиторн (эст. Vallitorn — «валовая башня»).
В 1558 году началась Ливонская война. 1 января 1559 года магистр Ливонского ордена Вильгельм фон Фюрстенберг подготовил проект, в котором Орден отказывался в пользу Дании от Северной Эстонии — областей Харью, Виру, Ерве, включая Таллин, Раквере, Нарву, Васкнарву, Ляэне-Вирумаа, Пайде с тем, чтобы Дания взяла под свою защиту от русских земли Ливонского ордена и Рижского архиепископа. Фактически Орден предложил датскому королю те земли, которые уже были в руках русских, с тем, чтобы он отвоевал их для себя. Во время войны в Пайде проходили сражения в 1560, 1562, 1571—1573 и 1581 годах. В 1561 году город захватили шведские войска. По договору, заключенному в сентябре 1564 года, русским пришлось признать территориальные приобретения шведского короля Эрика XIV. К шведам тогда отошли Ревель, Пярну, Виттенштейн и Каркус с их уездами, за Россией же закрепилась Нарва.
В конце 1572 года замок Вейсенштейн, опорный пункт шведов в Центральной Эстонии, осадила русская армия численностью в 8 тысяч человек, во главе с царём Иваном IV Грозным. В крепости заперлись до полусотни шведских солдат, которые при поддержке горожан оказали русским ожесточённое сопротивление. 1 января 1573 года под стенами Пайде во время осады погиб Малюта Скуратов — Григорий Лукьянович Скуратов-Бельский, глава русских опричников. По некоторым данным, он первым из атакующих на коне с копьем наперевес ринулся в пролом стены Пайдеского замка, проделанный русской артиллерией. Царь Иван IV Грозный слепо доверял Малюте и видел в нём всегдашнего спасителя, и оттого пришел от этой потери в страшную ярость, приказав сжечь живьём всех взятых в плен под Пайде шведов и немцев. Овладев замком, Иван Грозный возвратился в Новгород.
В 1581 году замок снова перешёл к шведам. Также в 1602 и 1608 годах здесь состоялись столкновения во время шведско-польской войны. В 1602 году после трёхмесячной осады Пайде захватили польские войска, в 1604 году произошла безуспешная попытка шведов отбить город, и в июне 1608 году они добились своего. В результате всех военных действий от замка остались лишь руины. Следующие два века остатки замка простояли заброшенными.
В XVIII—XIX веках крепость использовали в качестве каменоломни, добывая оттуда камень для местных строительных нужд. Замковая башня Валлиторн была отреставрирована в 1895—1897 годах. К 1896 году разрушенный верх башни обзавелся зубчатым навершием в духе европейских феодальных замков, в 1897 году поверх зубцов была наведена октогональная скатная крыша, превратившая проёмы-амбразуры между зубцами в окна смотровой площадки. В 1941 году башню взорвали отступающие советские войска, разрушив её до основания. С 1944 до ориентировочно 1949 года в Пайде находились экспонаты Нарвского музея — одного из старейших музеев Эстонии, переданные сюда на хранение до восстановления разрушенного здания музея.
В 1990—1993 годах башню отстроили заново по сохранившимся чертежам,а внутри был оборудован лифт. Общая стоимость восстановления составила 42 миллиона 650 тысяч крон. На каждом из шести этажей башни разместилась экспозиция из истории области Ярвамаа и художественная галерея, на последнем, седьмом, этаже оборудована смотровая площадка, с которой открывается вид на город. В кафе-ресторане «Валлиторн» на втором этаже сохранены средневековые своды, и в остальном сделана попытка сохранить дух средневековья.

## Известные уроженцы
- Арво Пярт — композитор.
- Кармен Касс — топ-модель.
- Ита Эвер — актриса.
- Иоган Эйхфельд — биолог, государственный деятель.
- Эве Киви — актриса.
- Сийм Лийвик — хоккеист.
- Иоганнес Гессе — отец писателя Германа Гессе.
- Калле Кийк — шахматист.

## Города-побратимы
- Вестминстер, (штат Мэриленд), США
- Переяслав (Киевская область) Украина

## Галерея

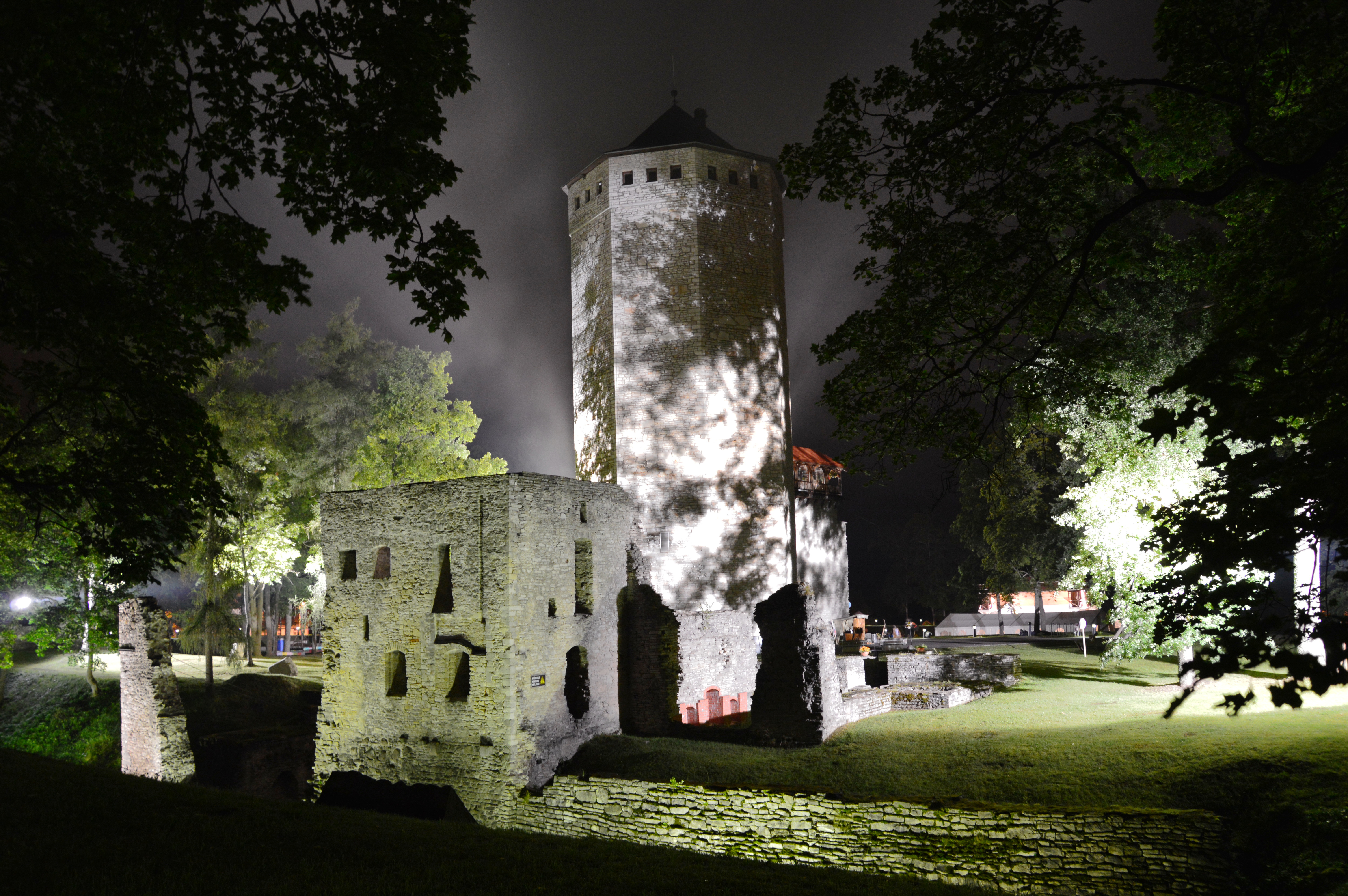
Замок Пайде
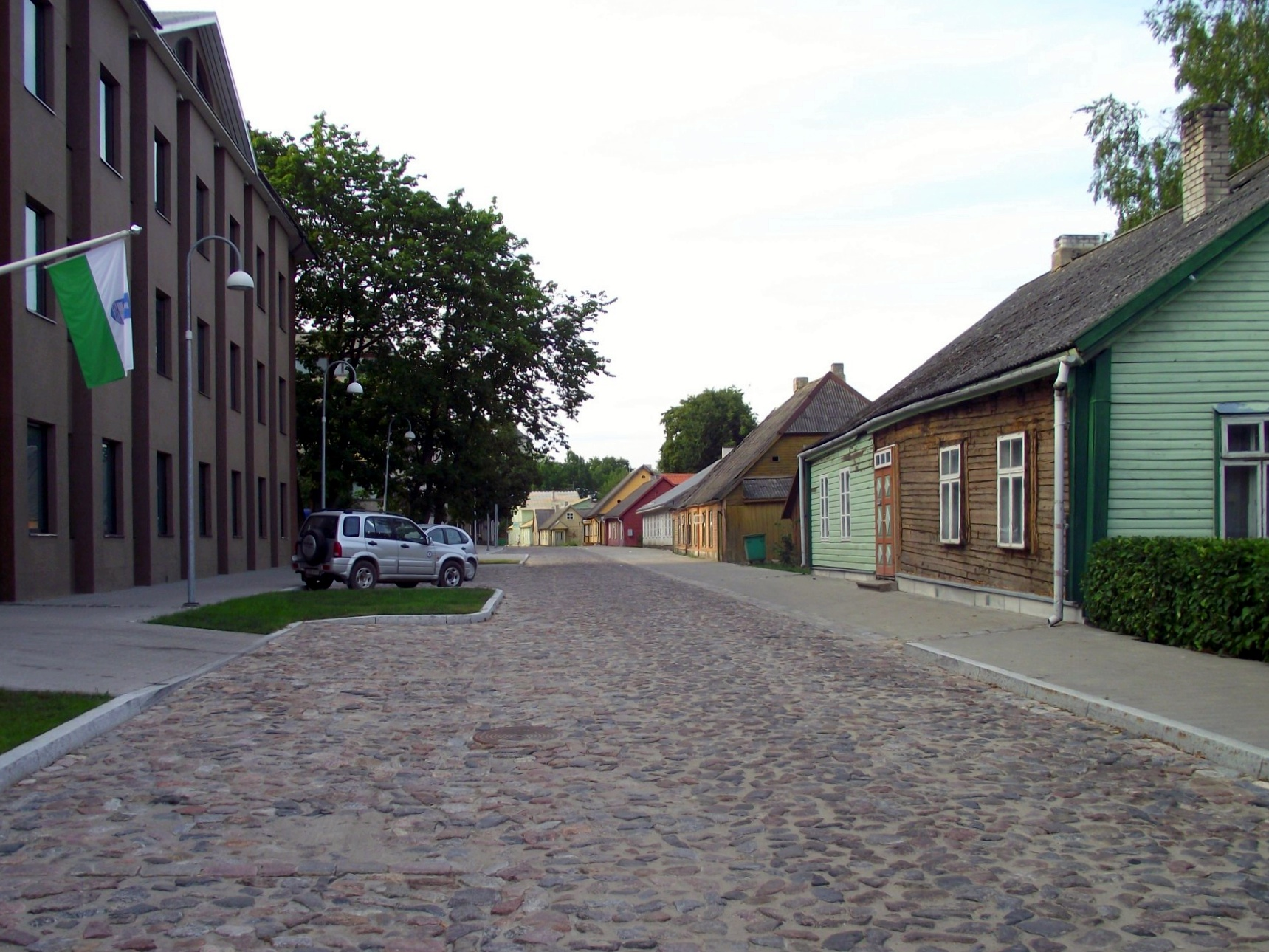
Улица Рюйтли
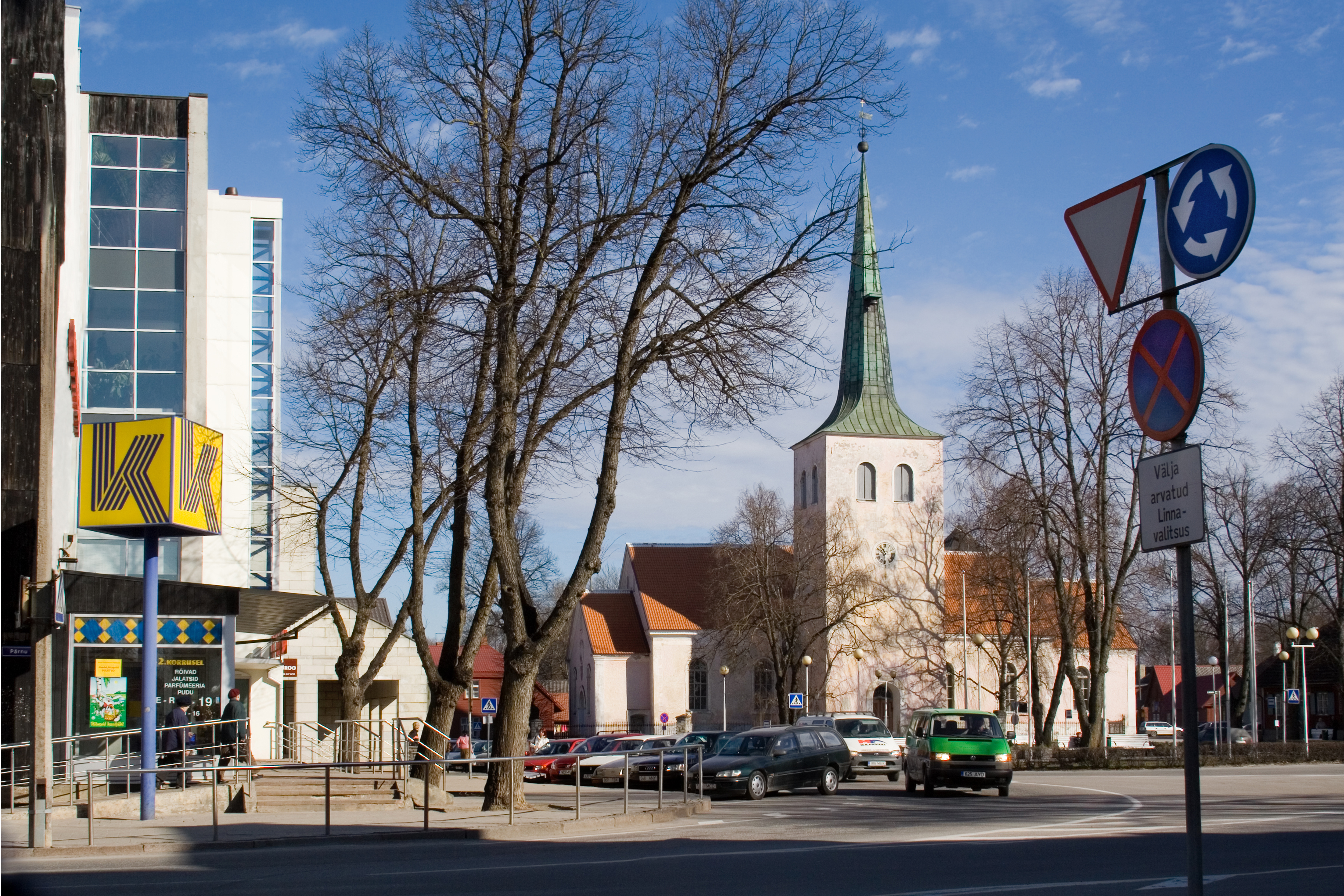
Центр города
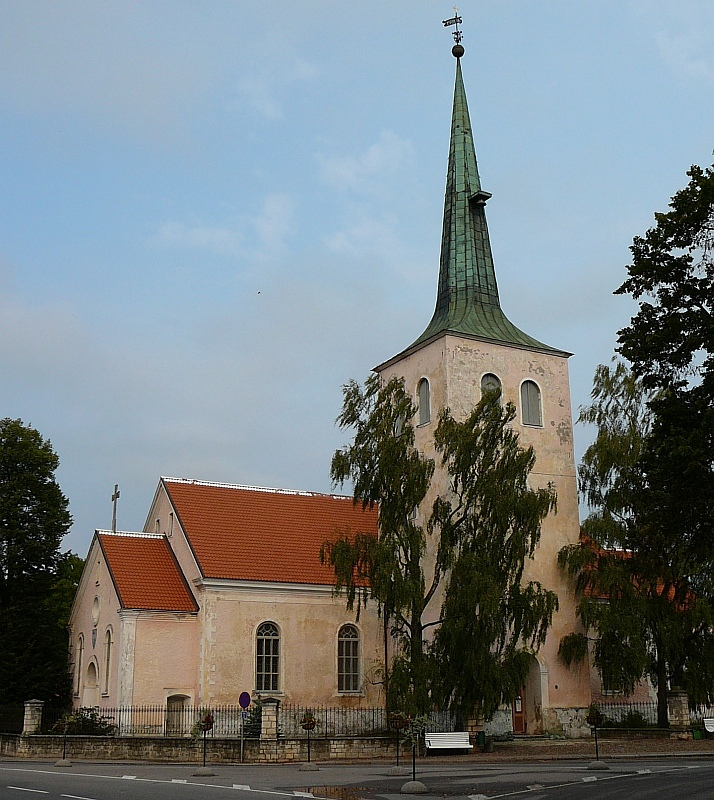
Лютеранская кирха
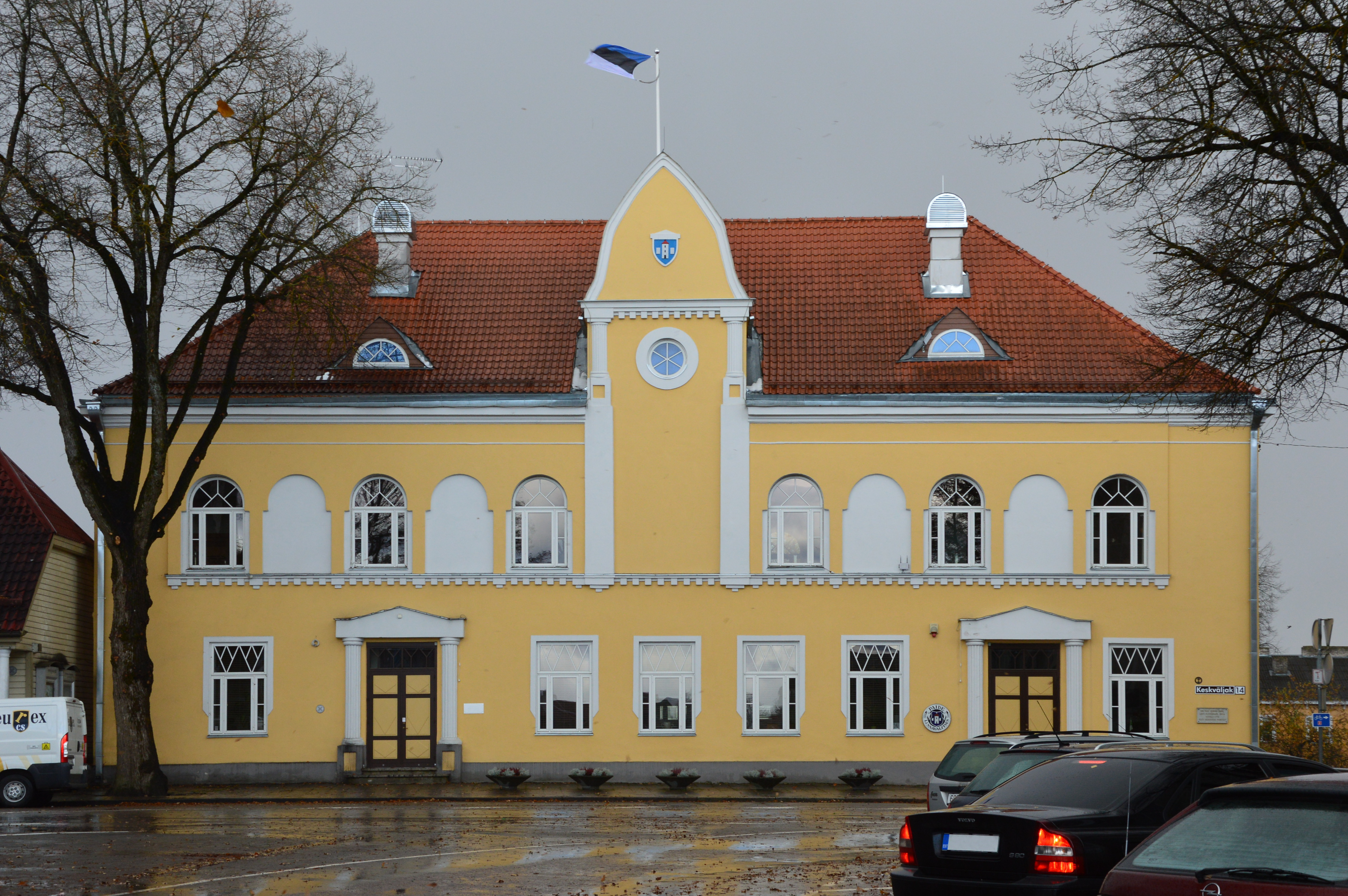
Администрация города
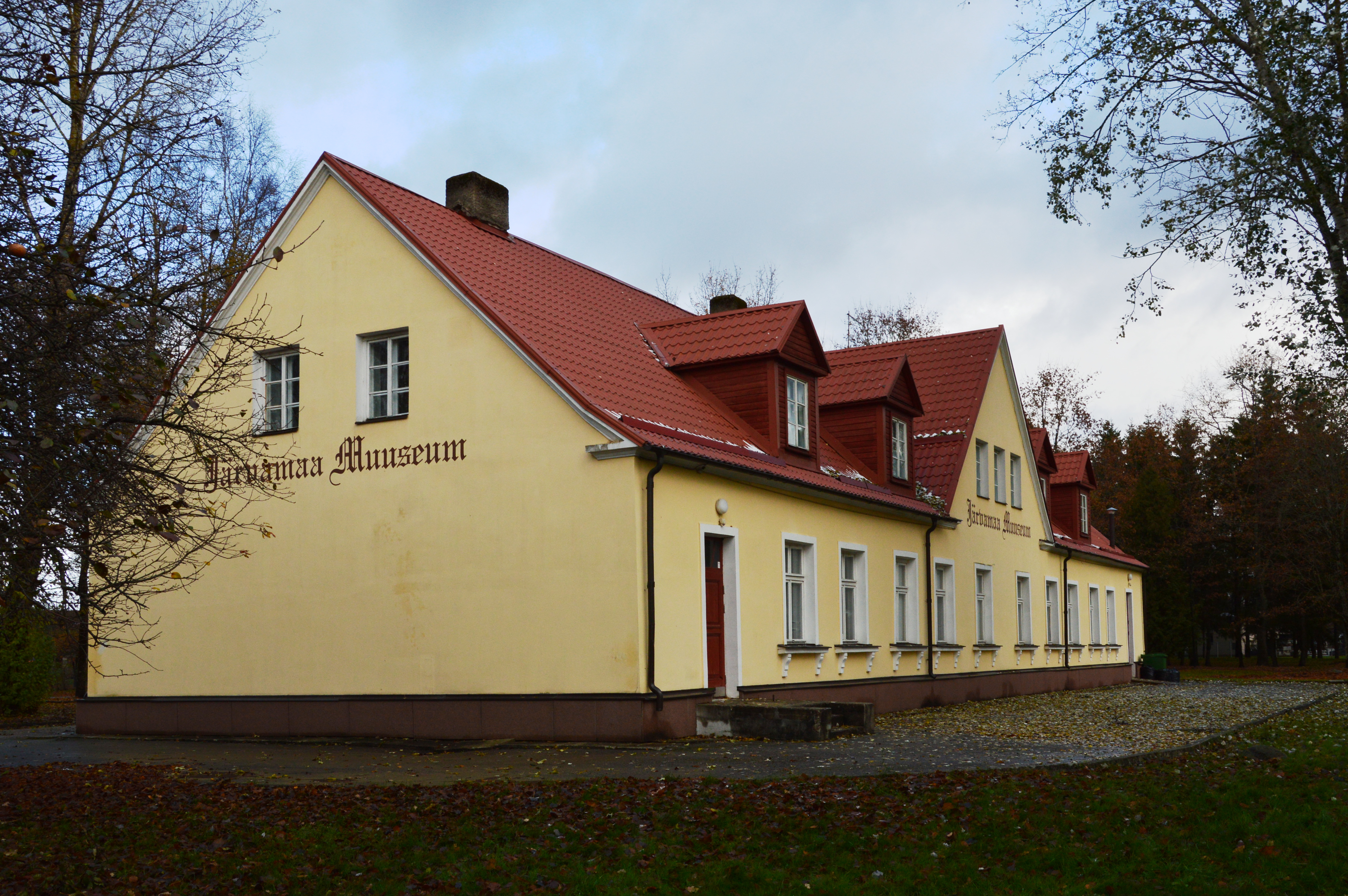
Музей Ярвамаа
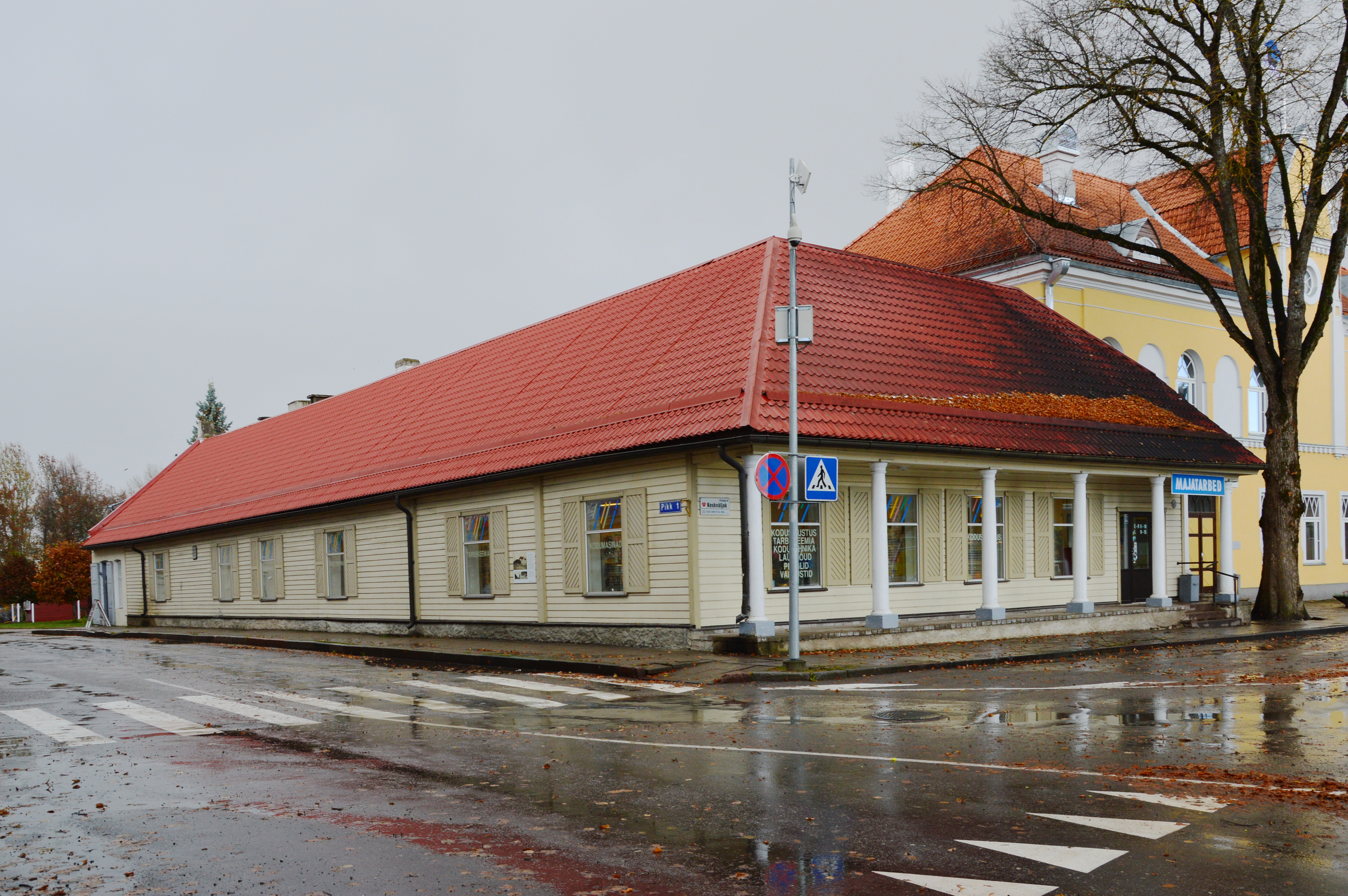
Здание торгового двора (памятник культуры)
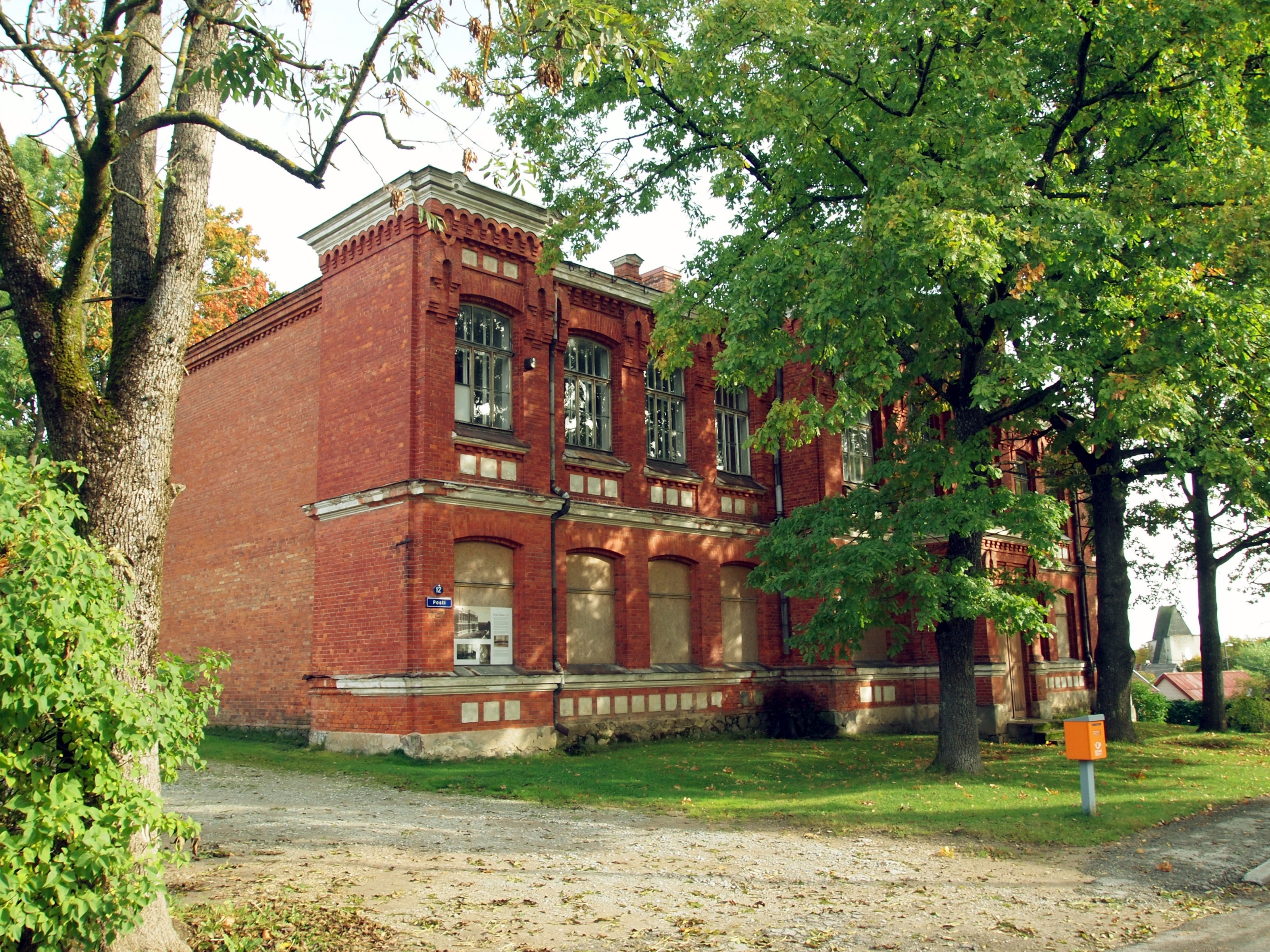
Школа, бывшая Пайдеская женская гимназия
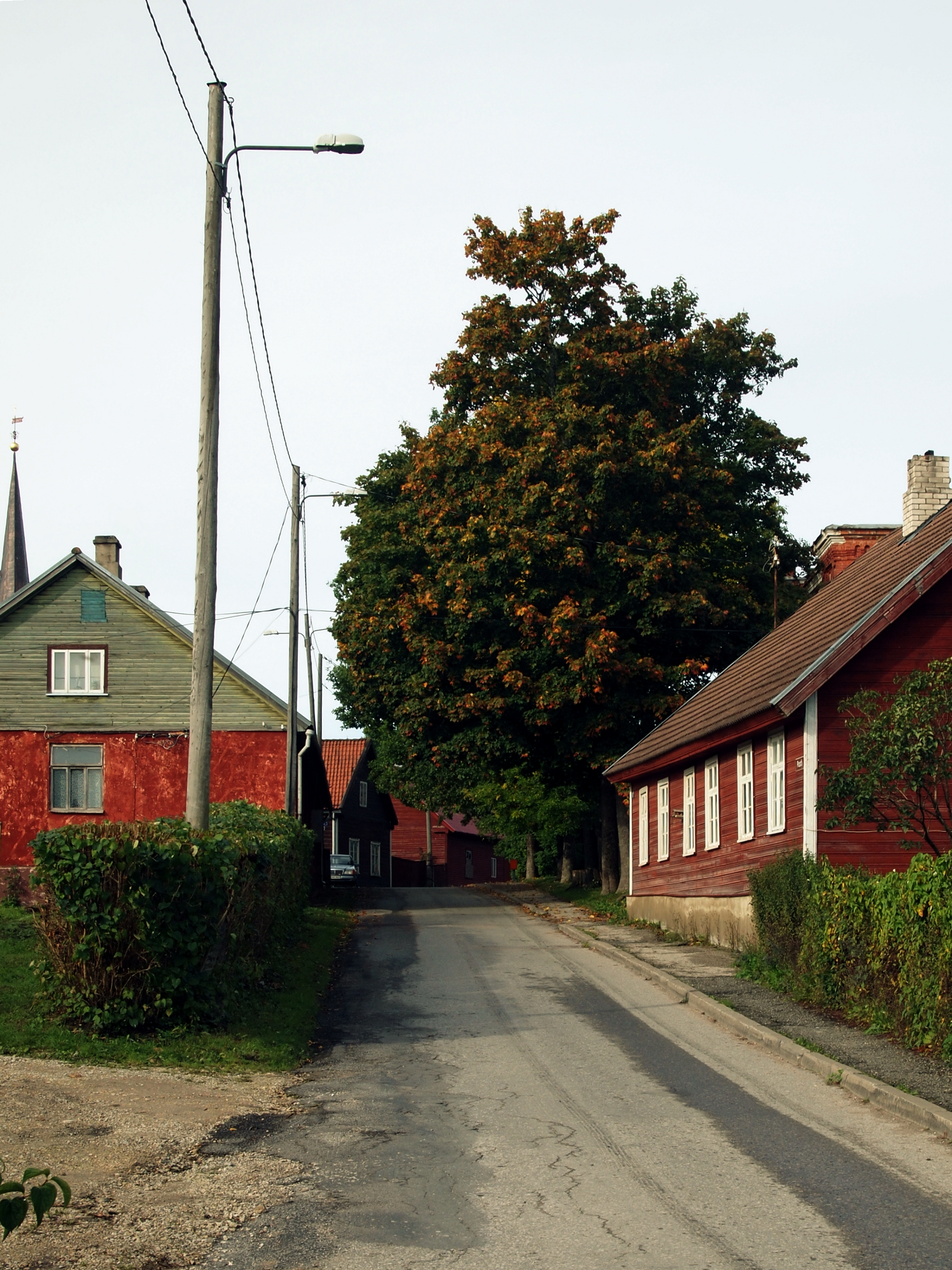
Улица Пости
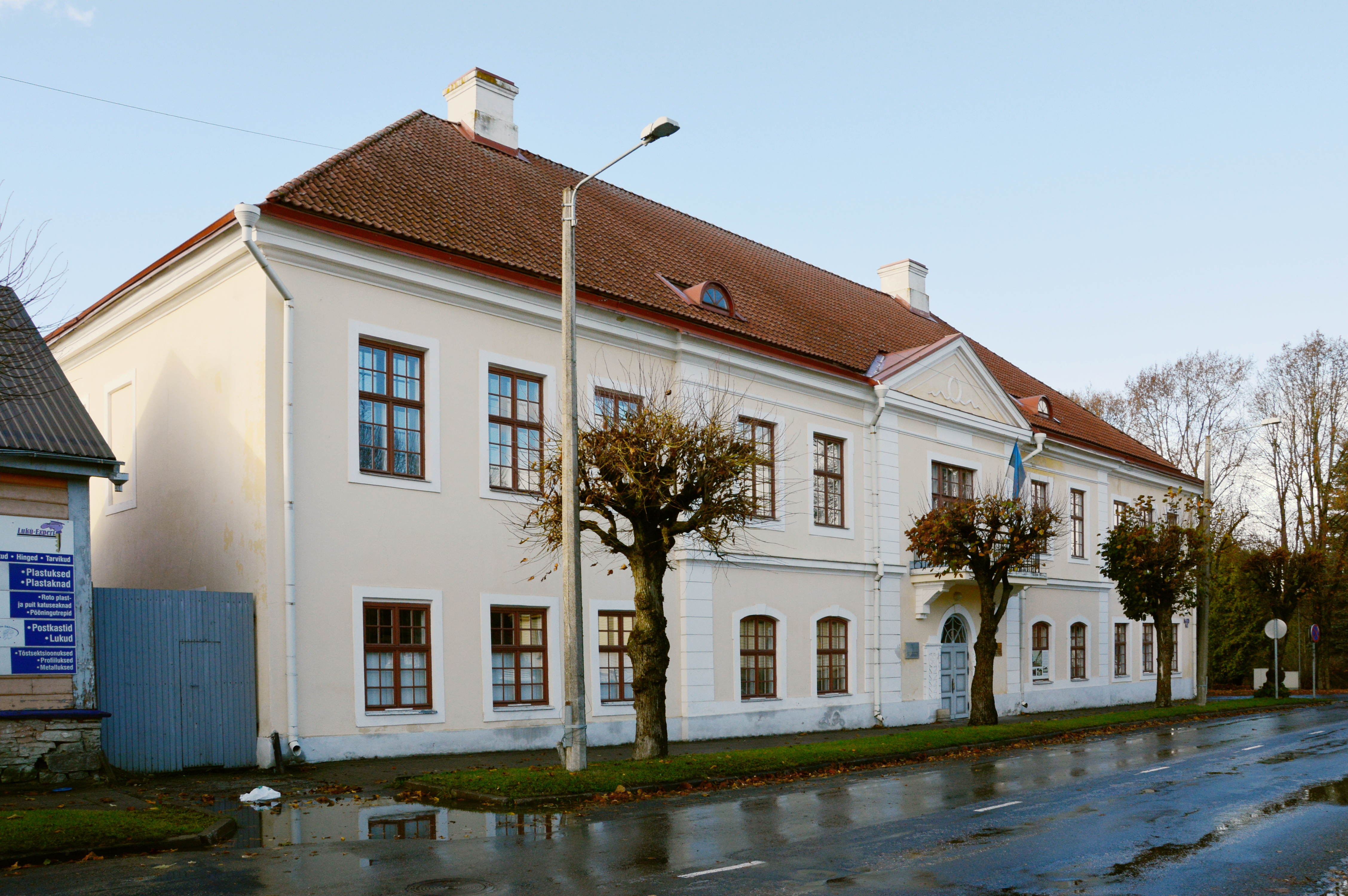
Здание суда
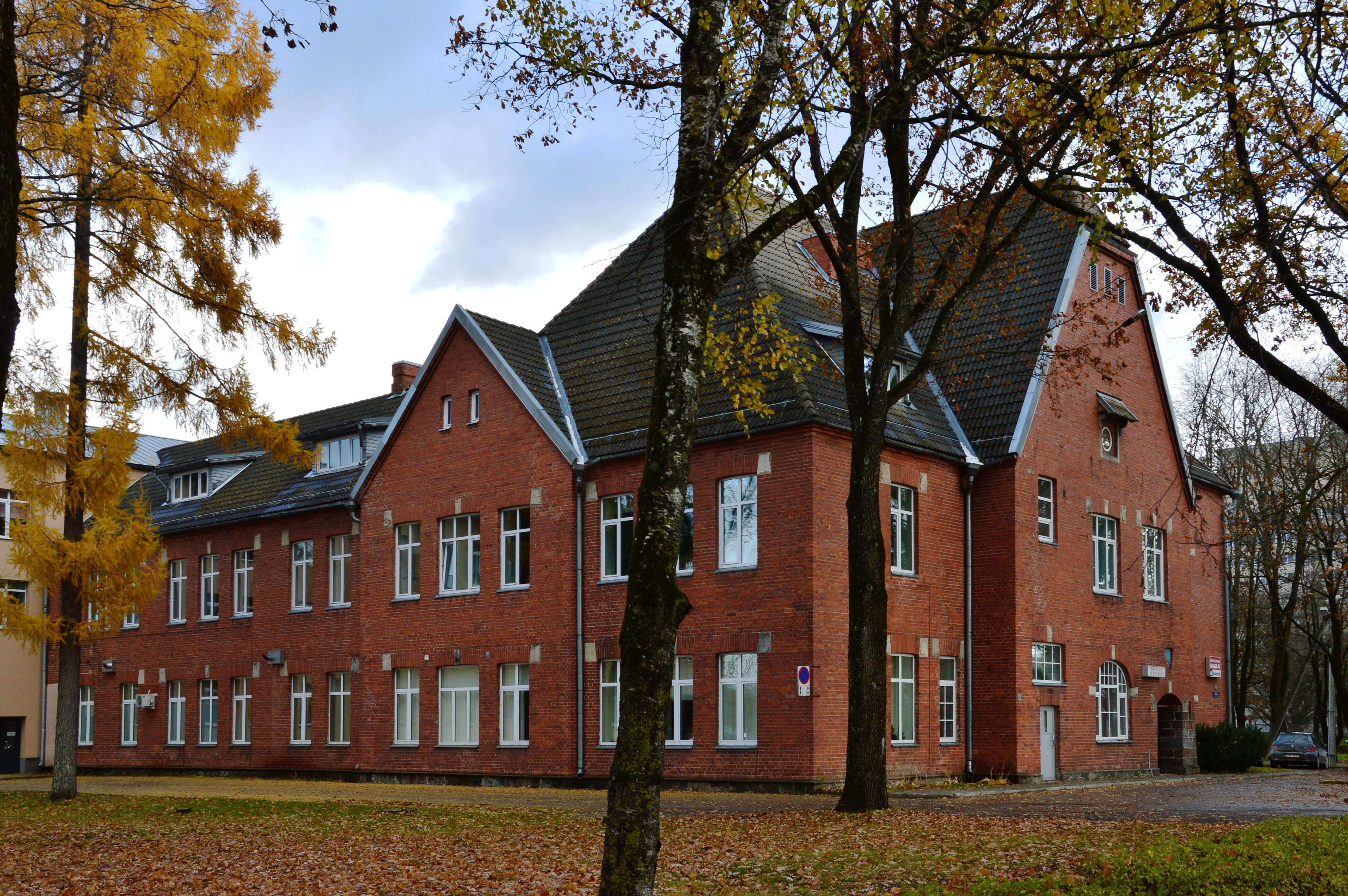
Немецкая женская гимназия
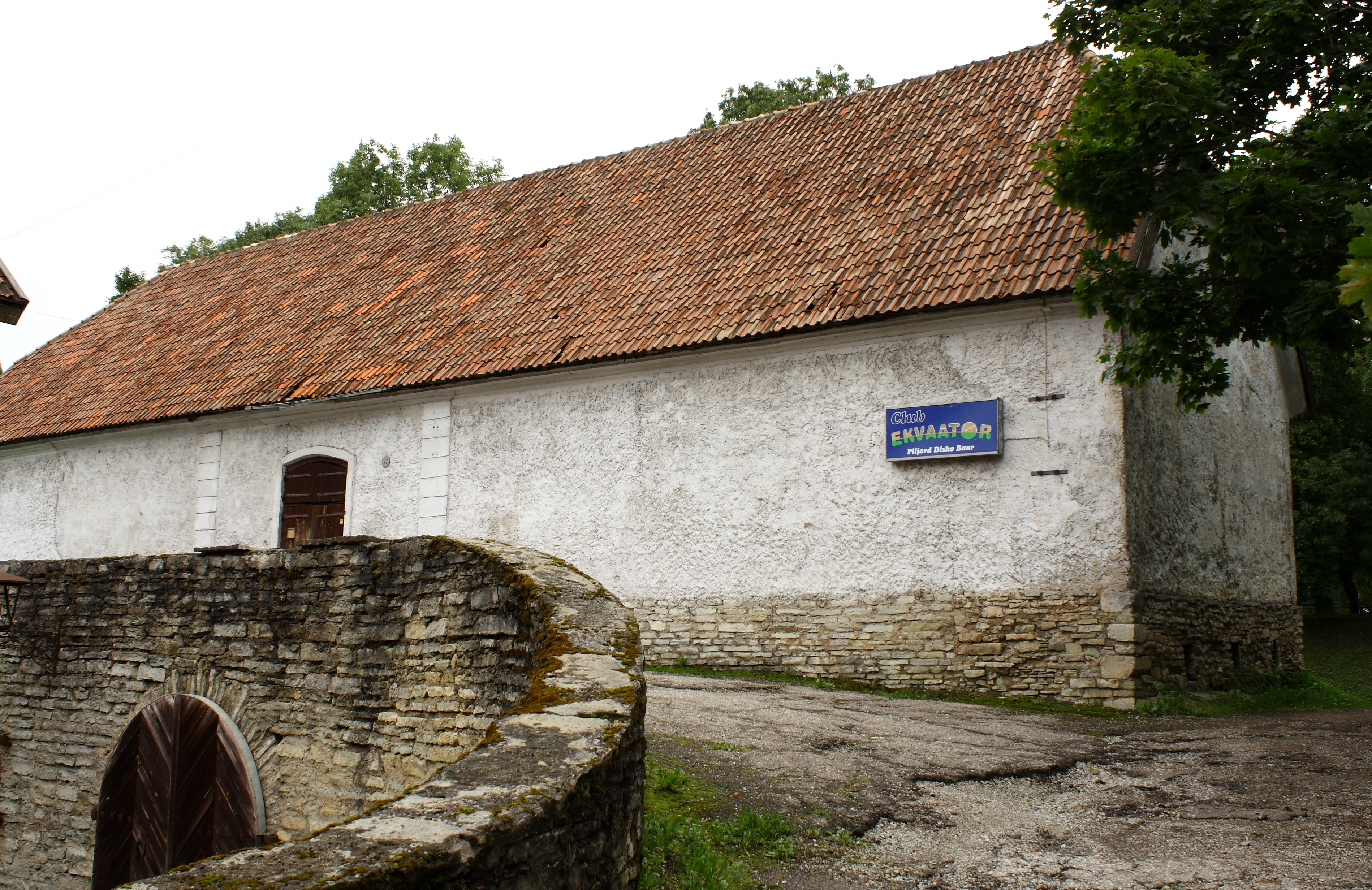
Здание бывшего магазина (памятник культуры)
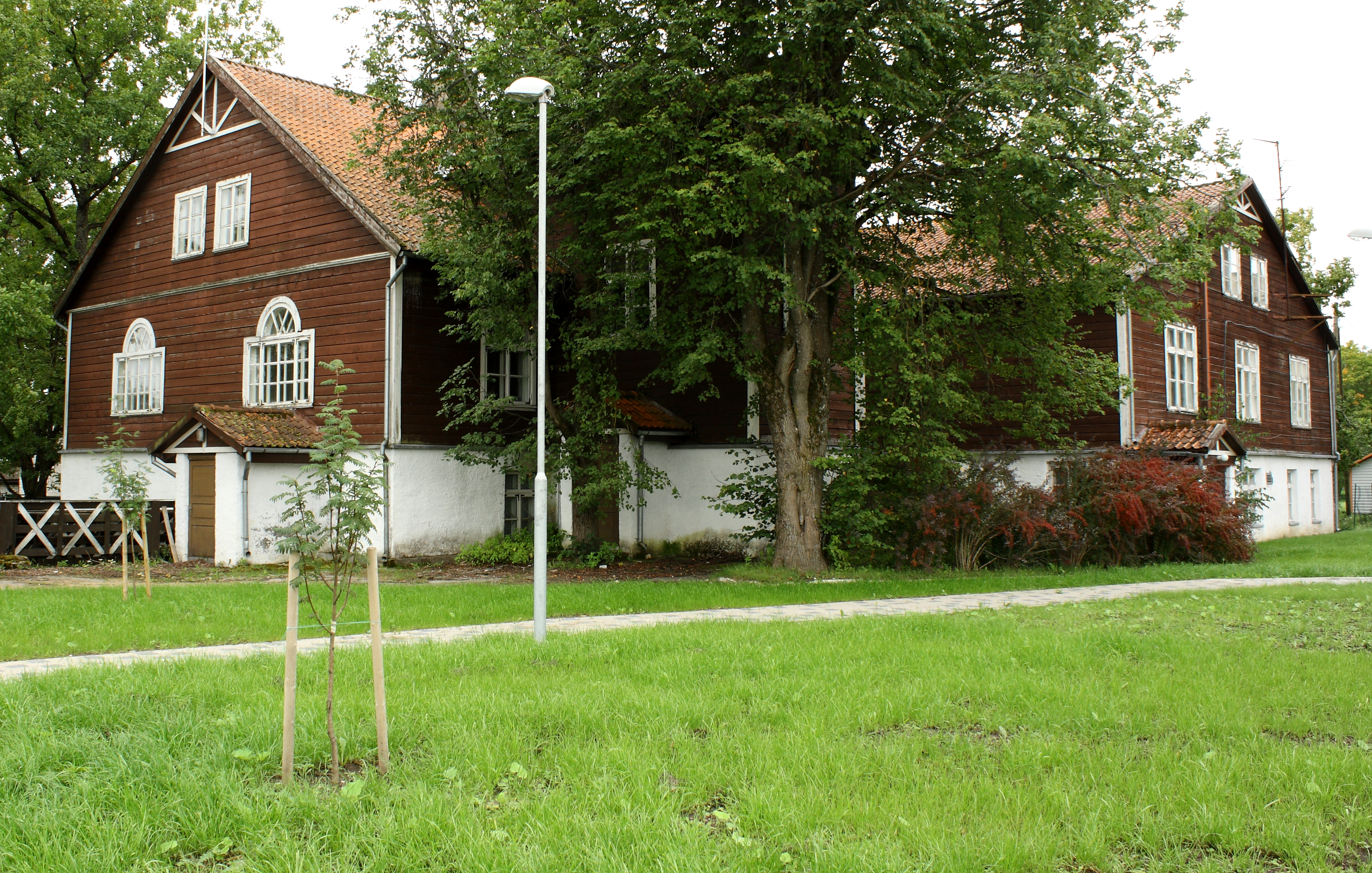
Школьное здание
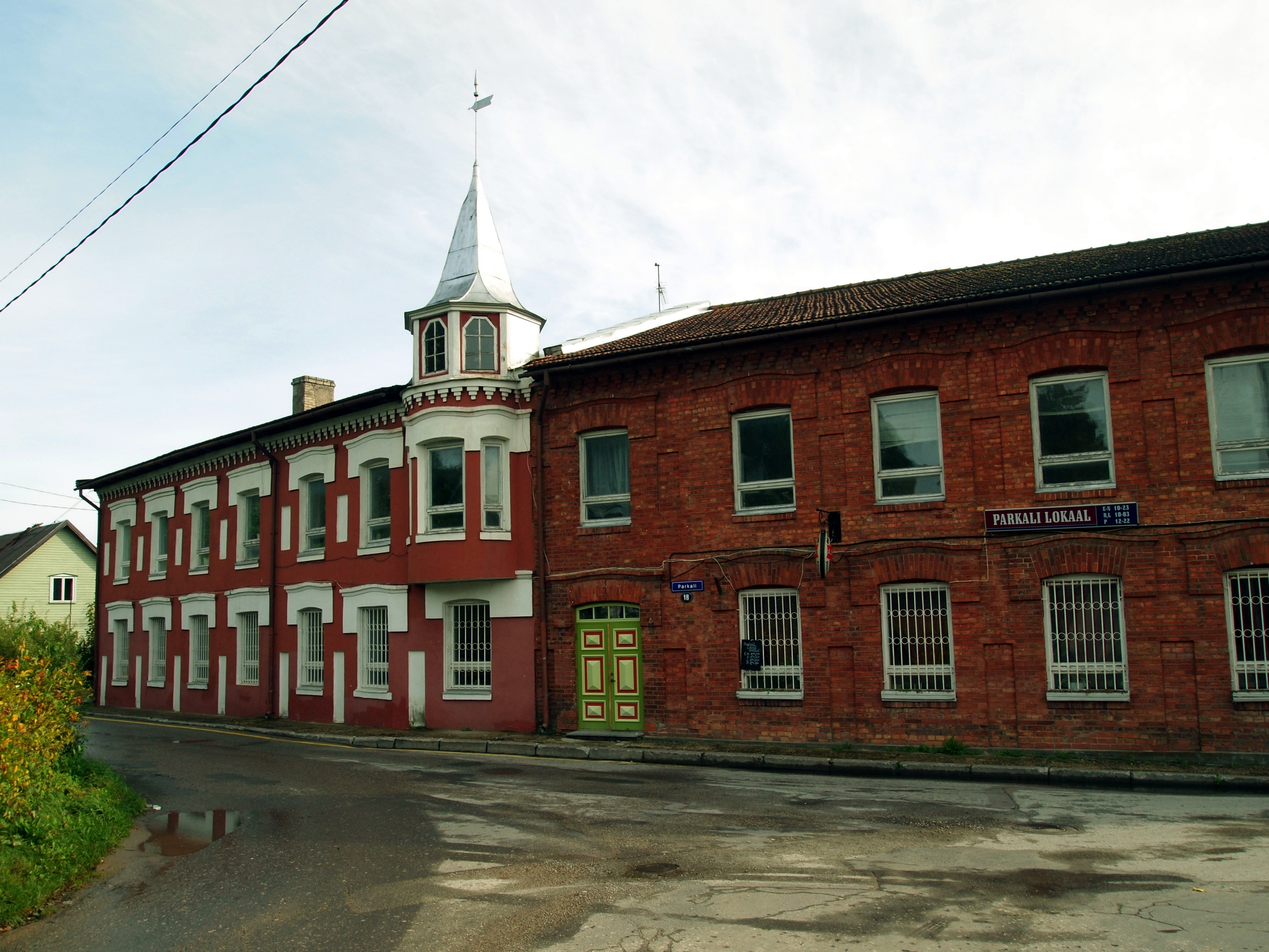
Здание в центре, ул. Паркали 18
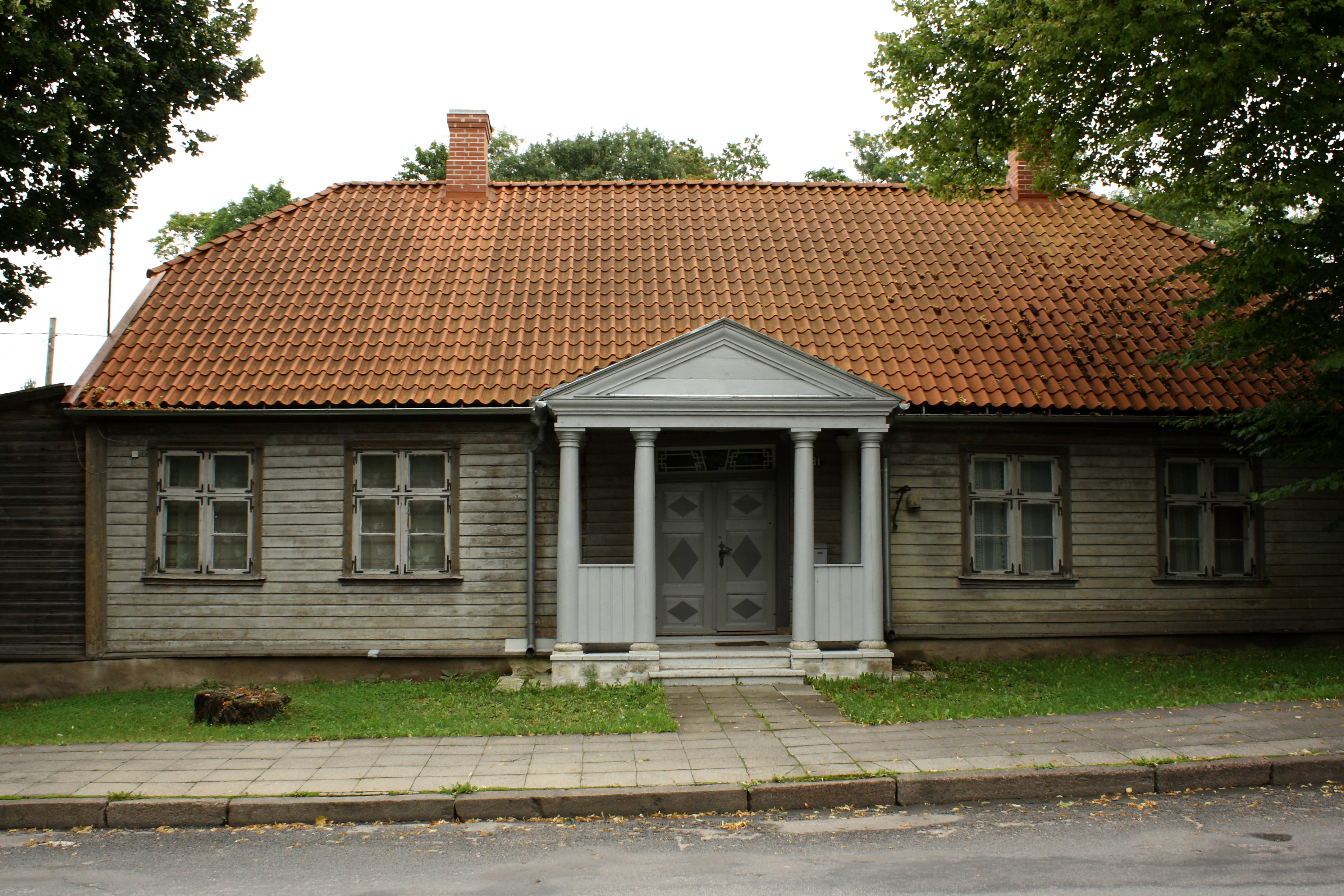
Жилой дом, ул. Таллина 31
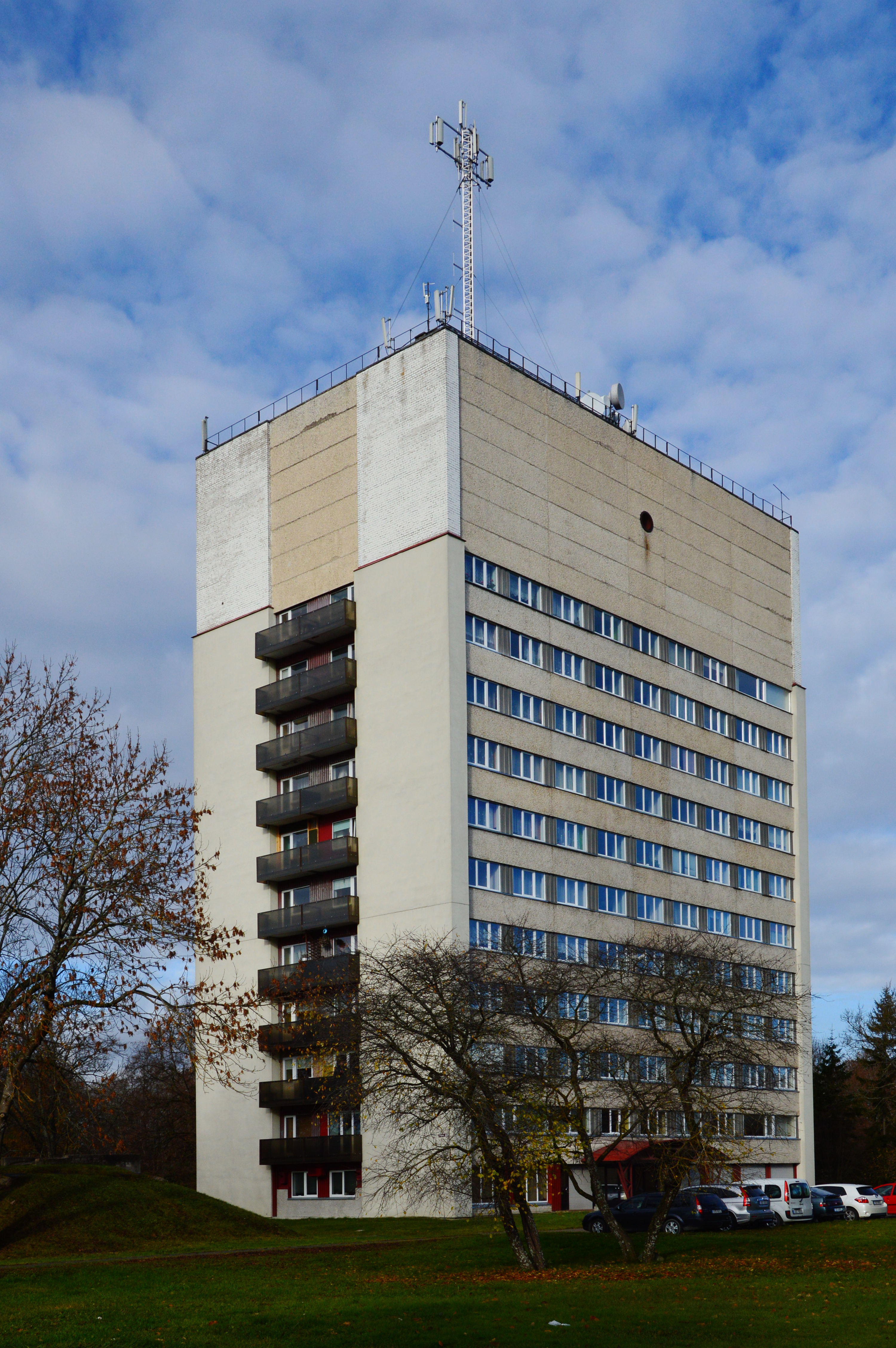
Жилое здание-водяная башня